# Auto GP
Az AutoGP (elődei Italian Formula 3000, Euro Formula 3000 és Euroseries 3000) egy európai formulaautós versenysorozat.
A sorozat gyökerei 1999-ig vezethetők vissza, amikor Pierluigi Corbari megalapította az Italian Formula 3000 sorozatot. A széria első két évében Lola T96/50 kasztnikkal és Zytek motorokkal versenyeztek. A naptárban ekkor még csak olaszországi helyszínek voltak, a bajnokság népszerűségének növekvésével a széria 2001-re már egy európai szériává nőtte ki magát. Ennek megfelelően felvette s European Formula 3000 nevet Ettől az évtől kezdve már Lola B99/50 kasztnikat használtak. 2004-ben a Superfund a széria névadó szponzorává lépett elő. A cég új autókkal és új szabályrendszerrel Formula Superfund néven át akarta alakítani a szériát, azonban anyagi problémák miatt röviddel a 2005-ös szezon indulása előtt a széria megszűnt.
A bajnokságot a Coloni Motorsport mentette meg. A széria visszatért az Italian Formula 3000 névhez és egy olasz nemzeti bajnokságként rendezték meg. 2006-ban Euroseries 3000 néven a Coloni egy európai sorozattá fejlesztette fel a bajnokságot és az olasz bajnokság az Euroszéria részeként folytatódott.
2009-ben az addig használt Lola F3000 kasztni mellett a korábban A1 Grand Prix-ben használt autókkal is lehetett indulni, míg a következő évtől már csak a A1GP-s autók futottak. Ezzel egy időben a bajnokság átesett (eddigi) utolsó névváltoztatásán is, és AutoGP néven folytatódott a széria.
Ettől az évtől a futamok az International GT Open betétfutamaként kerültek megrendezésre. A sorozat népszerűségét tovább növelte, hogy a futamokat a MotorsTV-n élőben lehetett figyelemmel követni.
2011-ben a bajnokság a WTCC betétfutamaként került megrendezésre, és ennek köszönhetően immár Európa legnagyobb sportcsatornája, az Eurosport közvetítette a futamokat, ráadásul a csatornának köszönhetően HD-ben is elérhető volt a közvetítés.
A nemrég kiadott 2012-es versenynaptár szerint az európai helyszíneken kívül az egyesült államokba (Sonoma), Brazíliába (Curitiba) és Japánba (Suzuka) is ellátogat a bajnokság.

## Bajnokok
| Év   | Bajnokság neve              | Bajnok              | Csapat bajnok            | Másodlagos bajnokság győztese        |
| ---- | --------------------------- | ------------------- | ------------------------ | ------------------------------------ |
| 1999 | Italian Formula 3000        | Giorgio Vinella     | Team Martello            |                                      |
| 2000 | Italian Formula 3000        | Ricardo Sperafico   | Arden Team Russia        |                                      |
| 2001 | Euro Formula 3000           | Felipe Massa        | Draco Junior Team        |                                      |
| 2002 | Euro Formula 3000           | Jaime Melo, Jr.     | Team Great Wall          |                                      |
| 2003 | Euro Formula 3000           | Augusto Farfus      | Draco Junior Team        |                                      |
| 2004 | Superfund Euro Formula 3000 | Nicky Pastorelli    | Draco Junior Team        |                                      |
| 2005 | Italian Formula 3000        | Luca Filippi        | FMS International        | Stefano Gattuso (Light Class)        |
| 2006 | Euroseries 3000             | Giacomo Ricci       | FMS International        | Giacomo Ricci (Italian Formula 3000) |
| 2007 | Euroseries 3000             | Davide Rigon        | Minardi by GP Racing     | Davide Rigon (Italian Formula 3000)  |
| 2008 | Euroseries 3000             | Nicolas Prost       | Bull Racing              | Omar Leal (Italian Formula 3000)     |
| 2009 | Euroseries 3000             | Will Bratt          | FMS International        | Will Bratt (Italian Formula 3000)    |
| 2010 | Auto GP                     | Romain Grosjean     | DAMS                     | Adrien Tambay (U21 Trophy)           |
| 2011 | Auto GP                     | Kevin Ceccon        | DAMS                     | Kevin Ceccon (U21 Trophy)            |
| 2012 | Auto GP                     | Adrian Quaife-Hobbs | Super Nova International | Adrian Quaife-Hobbs (U21 Trophy)     |
| 2013 | Auto GP                     | Vittorio Ghirelli   | Super Nova International | Vittorio Ghirelli (U21 Trophy)       |

## Pontozási rendszer

### Jelenlegi rendszer
| 2011– AutoGP pontozási rendszer | 2011– AutoGP pontozási rendszer | 2011– AutoGP pontozási rendszer | 2011– AutoGP pontozási rendszer | 2011– AutoGP pontozási rendszer | 2011– AutoGP pontozási rendszer | 2011– AutoGP pontozási rendszer | 2011– AutoGP pontozási rendszer | 2011– AutoGP pontozási rendszer | 2011– AutoGP pontozási rendszer | 2011– AutoGP pontozási rendszer | 2011– AutoGP pontozási rendszer | 2011– AutoGP pontozási rendszer |
| ------------------------------- | ------------------------------- | ------------------------------- | ------------------------------- | ------------------------------- | ------------------------------- | ------------------------------- | ------------------------------- | ------------------------------- | ------------------------------- | ------------------------------- | ------------------------------- | ------------------------------- |
| Verseny                         | 1.                              | 2.                              | 3.                              | 4.                              | 5.                              | 6.                              | 7.                              | 8.                              | 9.                              | 10.                             | Pole Pozíció                    | Leggyorsabb kör                 |
| R1                              | 25                              | 18                              | 15                              | 12                              | 10                              | 8                               | 6                               | 4                               | 2                               | 1                               | 1                               | 1                               |
| R2                              | 18                              | 13                              | 10                              | 8                               | 6                               | 4                               | 2                               | 1                               |                                 |                                 |                                 | 1                               |

- A csapatpontversenybe csak a csapat 2 legjobb versenyzőjének eredménye számít bele.

### Korábbi pontrendszerek
| Korábbi AutoGP pontozási rendszer | Korábbi AutoGP pontozási rendszer | Korábbi AutoGP pontozási rendszer | Korábbi AutoGP pontozási rendszer | Korábbi AutoGP pontozási rendszer | Korábbi AutoGP pontozási rendszer | Korábbi AutoGP pontozási rendszer | Korábbi AutoGP pontozási rendszer | Korábbi AutoGP pontozási rendszer | Korábbi AutoGP pontozási rendszer | Korábbi AutoGP pontozási rendszer | Korábbi AutoGP pontozási rendszer |
| --------------------------------- | --------------------------------- | --------------------------------- | --------------------------------- | --------------------------------- | --------------------------------- | --------------------------------- | --------------------------------- | --------------------------------- | --------------------------------- | --------------------------------- | --------------------------------- |
| Év                                | Verseny                           | 1.                                | 2.                                | 3.                                | 4.                                | 5.                                | 6.                                | 7.                                | 8.                                | Pole Pozíció                      | Leggyorsabb kör                   |
| 2006–2010                         | R1                                | 10                                | 8                                 | 6                                 | 5                                 | 4                                 | 3                                 | 2                                 | 1                                 | 1                                 | 1                                 |
| 2006–2010                         | R2                                | 6                                 | 5                                 | 4                                 | 3                                 | 2                                 | 1                                 |                                   |                                   |                                   | 1                                 |
| 2004–2005                         | 2004–2005                         | 10                                | 8                                 | 6                                 | 5                                 | 4                                 | 3                                 | 2                                 | 1                                 |                                   |                                   |
| 1999–2003                         | 1999–2003                         | 10                                | 6                                 | 4                                 | 3                                 | 2                                 | 1                                 |                                   |                                   |                                   |                                   |